# Landtagswahlen in Mecklenburg-Vorpommern
Dies ist eine Übersicht der Landtagswahlen in Mecklenburg-Vorpommern.

## Landtagswahlen
Die Stimmenanteile der Parteien, die mehr als 1,0 % erhalten haben, und die Sitzverteilung im Landtag werden in den beiden Tabellen dargestellt. Das Feld der Partei, die bei der jeweiligen Wahl die meisten Stimmen und Landtagssitze erhalten hat, ist farblich gekennzeichnet. Ergebnisse von Parteien außerhalb des Parlaments sind kursiv dargestellt.

### Stimmenanteile der Parteien in%
| Wahltag    | Wahlbeteiligung | SPD  | CDU  | Linke 1 | Grüne 2 | NPD | FDP | AfD  | Andere                                                         |
| ---------- | --------------- | ---- | ---- | ------- | ------- | --- | --- | ---- | -------------------------------------------------------------- |
| 14.10.1990 | 64,7            | 27,0 | 38,3 | 15,7    | 9,3     | 0,2 | 5,5 | –    | CSU 1,1; Sonstige 2,9                                          |
| 16.10.1994 | 72,9            | 29,5 | 37,7 | 22,7    | 3,7     | 0,1 | 3,8 | –    | REP 1,0; Sonstige 1,5                                          |
| 27.09.1998 | 79,4            | 34,3 | 30,2 | 24,4    | 2,7     | 1,1 | 1,6 | –    | DVU 2,9; Pro DM 1,4; Sonstige 1,4                              |
| 22.09.2002 | 70,6            | 40,6 | 31,3 | 16,4    | 2,6     | 0,8 | 4,7 | –    | Schill 1,7; Sonstige 1,9                                       |
| 17.09.2006 | 59,1            | 30,2 | 28,8 | 16,8    | 3,4     | 7,3 | 9,6 | –    | Familie 1,2; Sonstige 2,7                                      |
| 04.09.2011 | 51,4            | 35,6 | 23,0 | 18,4    | 8,7     | 6,0 | 2,8 | –    | Piraten 1,9; Familie 1,5; Sonstige 2,1                         |
| 04.09.2016 | 61,7            | 30,6 | 19,0 | 13,2    | 4,8     | 3,0 | 3,0 | 20,8 | Tierschutzp. 1,2; Sonstige 4,4                                 |
| 26.09.2021 | 70,8            | 39,6 | 13,3 | 9,9     | 6,3     | 0,8 | 5,8 | 16,7 | Tierschutzp. 1,7; DieBasis 1,7; Freie Wähler 1,1; Sonstige 3,9 |

Graphische Darstellung der Entwicklung der Wahlergebnisse (1990–2021)

### Sitzverteilung
| Jahr | Gesamt | SPD | CDU | Linke 1 | Grüne | NPD | FDP | AfD |
| ---- | ------ | --- | --- | ------- | ----- | --- | --- | --- |
| 1990 | 66     | 21  | 29  | 12      |       |     | 4   |     |
| 1994 | 71     | 23  | 30  | 18      |       |     |     |     |
| 1998 | 71     | 27  | 24  | 20      |       |     |     |     |
| 2002 | 71     | 33  | 25  | 13      |       |     |     |     |
| 2006 | 71     | 23  | 22  | 13      |       | 6   | 7   |     |
| 2011 | 71     | 27  | 18  | 14      | 7     | 5   |     |     |
| 2016 | 71     | 26  | 16  | 11      |       |     |     | 18  |
| 2021 | 79     | 34  | 12  | 9       | 5     |     | 5   | 14  |

Graphische Darstellung der Entwicklung der Sitzverteilung